# 法起寺
法起寺（日语：／ Hokki-ji, Hōki-ji */?）是位于日本奈良縣生駒郡斑鳩町的寺院。古代也有岡本寺、池後寺（いけじりでら）之稱。聖德太子建立七大寺之一。法起寺以「法隆寺地域的佛教建築物」一部分的名義列入世界遺產之列。法起寺內的三重塔高24米，被認為是日本最古老的佛塔，也是日本僅次于藥師寺東塔的第二大三重塔。

## 文化財
法起寺境內被指定為國家史蹟。

### 國寶
- 三重塔

### 重要文化財
- 木造十一面觀音立像-安置於收藏庫，像高3.5公尺，10世紀後半製作。
- 銅造菩薩立像-像高20公分，7世紀後半所作，現寄存奈良國立博物館。

### 其他
- 奈良國立博物館所藏絹本著色十一面觀音像（平安時代、國寶）是法起寺舊藏。[1]

## 所在地
- 〒636-0100 奈良縣生駒郡斑鳩町大字岡本1873番地

## 交通
- JR法隆寺站下車

## 外部連結
- 法起寺 （页面存档备份，存于） （日語）